# Sam Phillips
Samuel Cornelius Phillips, znany jako Sam Phillips (ur. 5 stycznia 1923 we Florence, zm. 30 lipca 2003 w Memphis) – amerykański producent muzyczny.
Odegrał ważną rolę w rozwoju rock and rolla jako głównej formy muzyki rozrywkowej w latach 50. XX w. Był założycielem (27 marca 1952) i właścicielem wytwórni płytowej Sun Records w Memphis, a także poszukiwaczem talentów w latach 40. i 50. XX w. Odkrył m.in. Elvisa Presleya i Johnny’ego Casha.
W 1986 Sam Phillips został wprowadzony do Rock and Roll Hall of Fame.